# Katolička Crkva na Guamu
Katolička Crkva na Guamu dio je svjetske Katoličke Crkve pod duhovnim vodstvom pape i Rimske kurije.

## Povijest
Katoličanstvo na Guam dovode španjolski misionari u 17. stoljeću, koji su na otoku nesmetano djelovali za vrijeme španjolskog protektorata Istočne Indije. Za vrijeme njihova djelovanja provedena je nenasilna evangelizacija i pokrštavanje većinskog domorodačkog naroda Chamarros. Katoličanstvo se značajno širilo i zbog velikog broja filipinskih doseljenika koje su sa sobom donijeli španjolski konkvistadori kao radnu snagu.
Svojim misionarskim radom na Guamu istaknuo se i Sveti Pedro, podrijetlom s Filipina, koji je sa sedamnaest godina, zajedno s blaženim Diegom, podnio mučeništvo nakon što je kineski kriminalac Choco, prognanik na Guam iz Manile, proširio lažnu vijest da je voda kojom su misionari krstili djecu i stanovnike koji su željeli prijeći na kršćanstvo zatrovana. Ubio ga je mjesni poglavica, nakon što je dao krstiti dijete uz odobrenje njegove majke.
Nakon Španjolsko-američkog rata 1898. Guam postaje dio Sjedinjenih Država, čije su crkvene vlasti u rujnu 1902. ustanovile Apostolsku prefekturu Marijanskih otoka. Jedinstvena prefektura 1911. godina biva podijeljena na Apostolski vikarijat Marijanskih i Karolinskih otoka i Apostolski vikarijat Guama, koji je Sveta Stolica u listopadu 1965. uzdigla na razinu biskupije (Biskupija Agaña) i stavila pod upravu Nadbiskupije San Francisca. Godine 1984. biskupija je uzdignuta na razinu nadbiskupije i metropolije.

## Vanjske poveznice
- Stranice Nadbiskupije Agaña (engl.)